# Mohsen Mehralizadeh
Mohsen Mehralizadeh (persan: محسن مهرعلیزاده) est un homme politique réformiste iranien. C'est un azéri de souche.
Il est candidat à l'élection présidentielle en 2005, puis à nouveau en 2021.

## Biographie

### Premières responsabilités
Entre 1997 et 2001, Mohsen Mehralizadeh est gouverneur de la province du Khorassan. Il devient vice-président de l'Iran au sein du gouvernement de Mohammad Khatami et chef de l'organisation nationale du sport (en) entre 2001 et 2005.

### Candidature à l'élection présidentielle de 2005
Lors de la campagne pour l'élection présidentielle de 2005, Mehralizadeh annoncé sa volonté de se porter candidat le 29 décembre 2004, se positionnant comme le “candidat de la jeune génération"
Il reçoit le soutien de représentants de l'assemblée islamique consultative d'Iran, et notamment de représentants du Guilan, d'Azerbaïdjan et du Khorassan. Le 22 mai 2005, le Conseil des gardiens rejeté la candidature de Mehralizadeh et Mostafa Mo'in, mais le lendemain, revient sur sa décision après une lettre controversée du guide de la révolution Khamenei, qui a spécifiquement demandé leur approbation.
Mehralizadeh se classe dernier parmi les sept candidats en lice le 17 juin 2005, obtenant environ 1 300 000 voix (4,40%), un nombre et un pourcentage record pour un dernier candidat présidentiel en Iran. Il se classe notamment premier dans les trois provinces de l'Azerbaïdjan iranien.

### Après 2005
Sa candidature à l'Assemblée consultative islamique en 2015 est rejetée par le conseil des Gardiens. 
Entre 2017 et 2018, il est gouverneur de la province d'Ispahan. 

### Candidature à l'élection présidentielle de 2021
Lors de l'élection présidentielle de 2021, il compte parmi les sept candidats validés par le Conseil des Gardiens, et est l'un des deux seuls candidats réformistes. Non formellement soutenu par les réformateurs, il cherche à obtenir leur soutien en se positionnant comme l'hériter de Mohammad Khatami, durant la mandature duquel il était le chef de l'organisation pour l'éducation physique. Il prône aussi le retour à l'accord de Vienne sur le nucléaire iranien.